# 1702 en arts plastiques
| Années des arts plastiques : 1699 - 1700 - 1701 - 1702 - 1703 - 1704 - 1705    |
| Décennies des arts plastiques : 1670 - 1680 - 1690 - 1700 - 1710 - 1720 - 1730 |

Cette page concerne l'année 1702 en arts plastiques.

## Événements
- 8 octobre : Pierre Le Gros le jeune est admis à l'Accademia di San Luca[1].

- Luca Giordano quitte l'Espagne pour Naples après la mort du roi Charles II[2].

## Œuvres
- Diane et ses nymphes, peinture de Willem van Mieris[3].
- Vers 1701-1702 : le peintre japonais Ogata Kōrin peint deux paravents aux Iris[4].

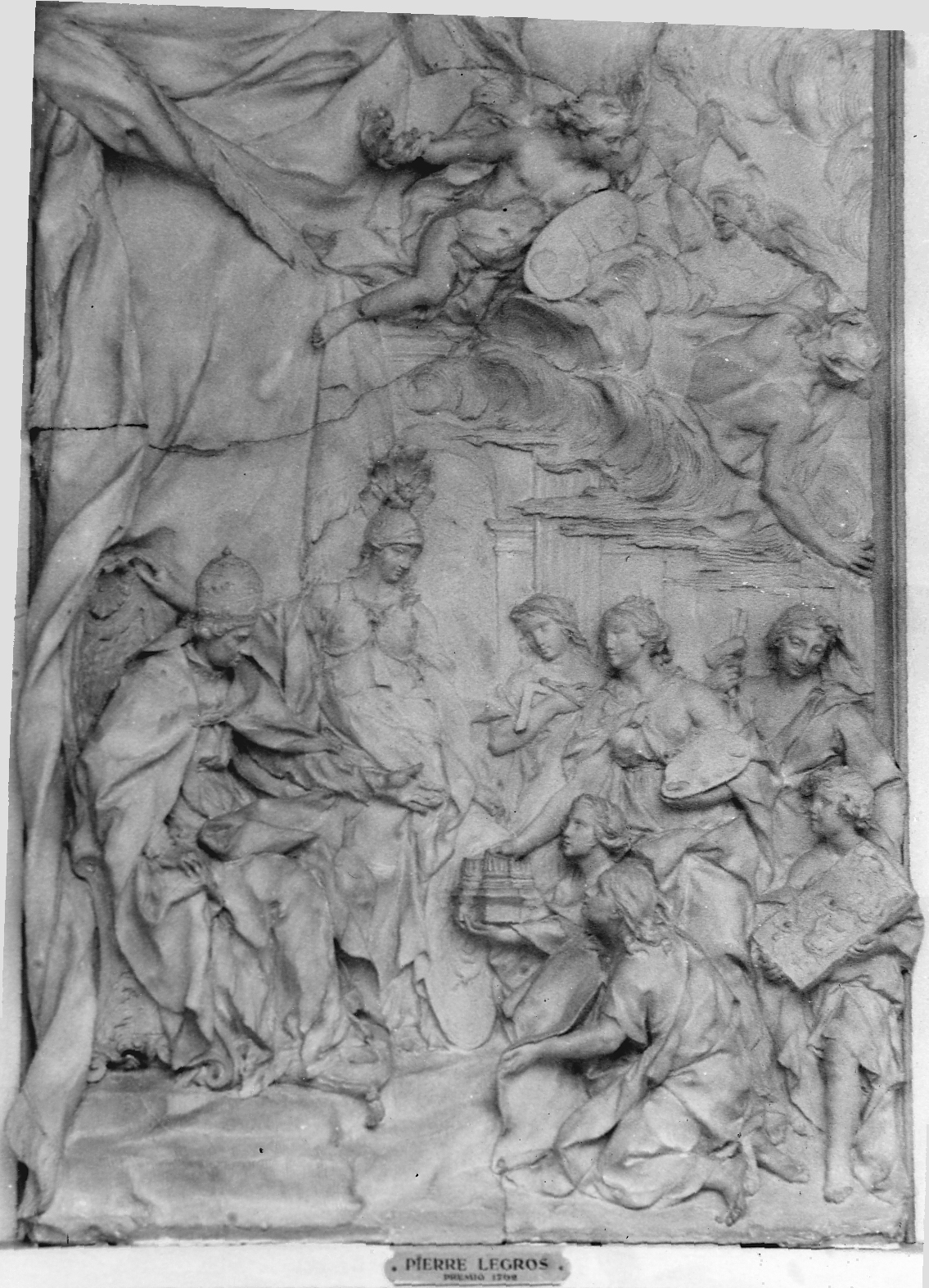
Les Arts rendent hommage à Clément XI, relief de Pierre Le Gros le jeune présenté lors de son admission à l'Académie.
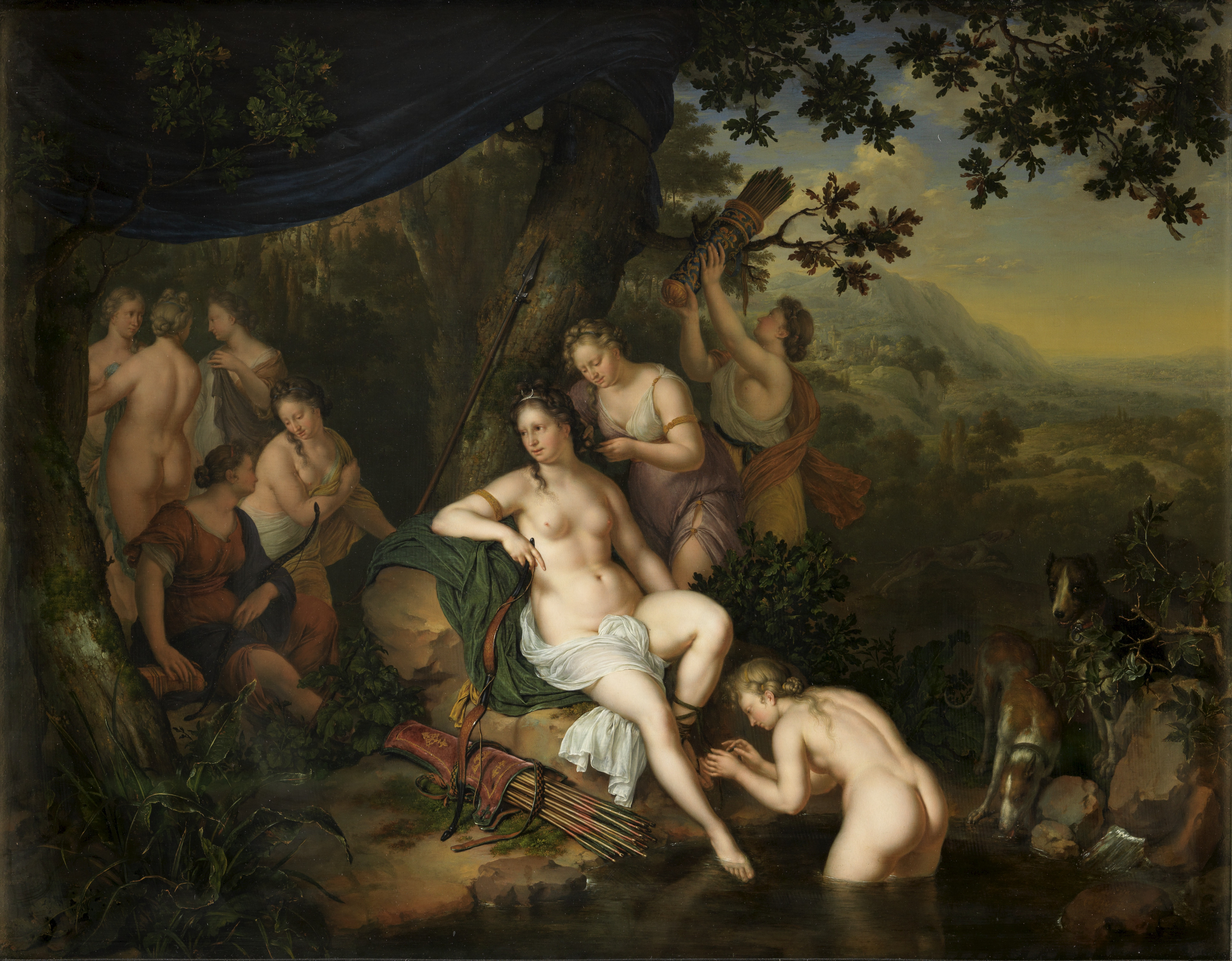
Diane et ses nymphes, Willem van Mieris.
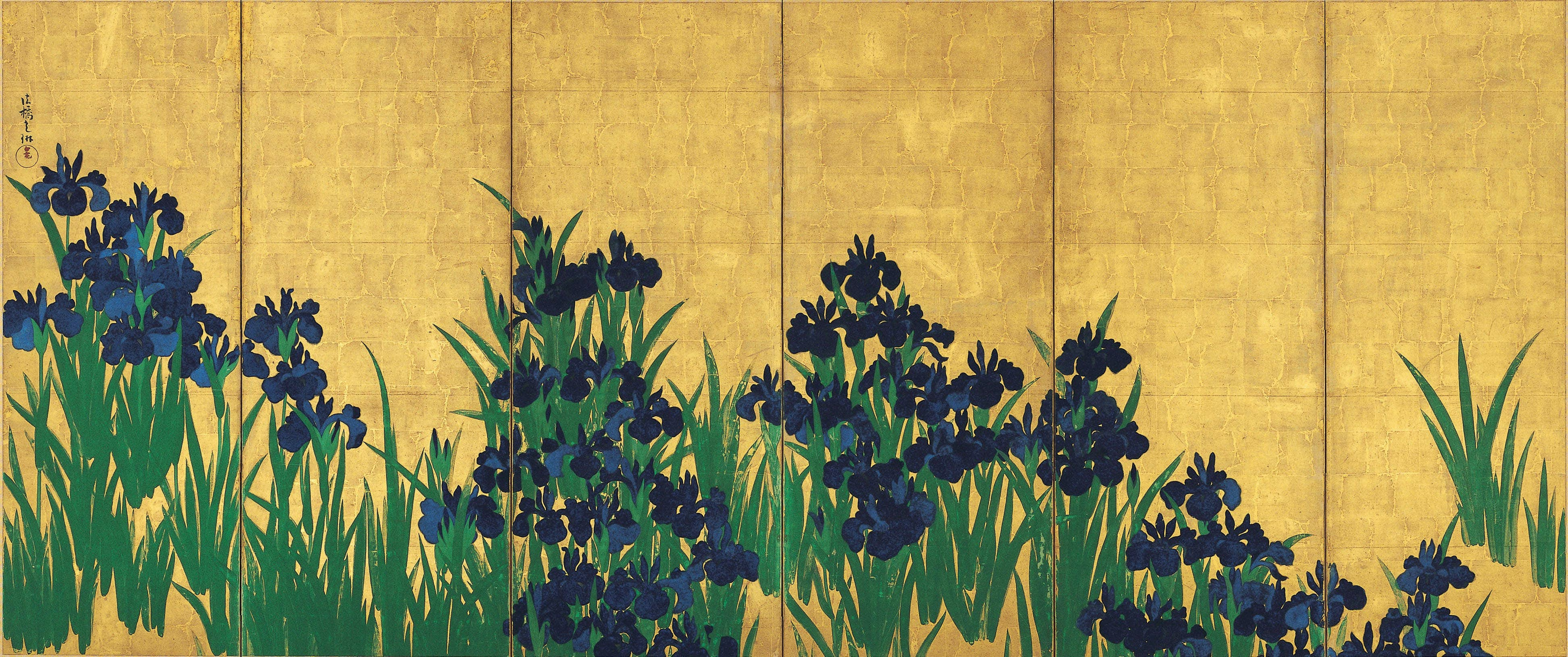
Iris, Ogata Kōrin

## Naissances
- 10 janvier : Johannes Zick, peintre allemand († 4 mars 1762),
- 12 janvier : Joseph Aved, collectionneur, marchand d’art et peintre français († 4 mars 1766),
- 31 juillet : Jean-Denis Attiret, missionnaire et peintre français († 8 décembre 1768),
- 15 août : Francesco Zuccarelli, peintre et graveur italien († 30 décembre 1788),
- 14 septembre : Ercole Lelli, anatomiste, sculpteur et  peintre italien († 7 mars 1766),
- Étienne Montagnon, peintre et architecte français († 8 septembre 1762).

## Décès
- 8 mars : Jan de Baen, peintre néerlandais (° 20 février 1633),
- 17 mai : Jan Wyck, peintre néerlandais (° 29 octobre 1652),
- 28 juillet : Vincent van der Vinne,  peintre néerlandais (° 11 octobre 1628),
- 20 octobre : Jean Ier Restout, peintre français (° 15 novembre 1666),
- 28 décembre : Richard Brakenburgh, peintre néerlandais (° 1650).